# Nuestra Señora de Rocamadour

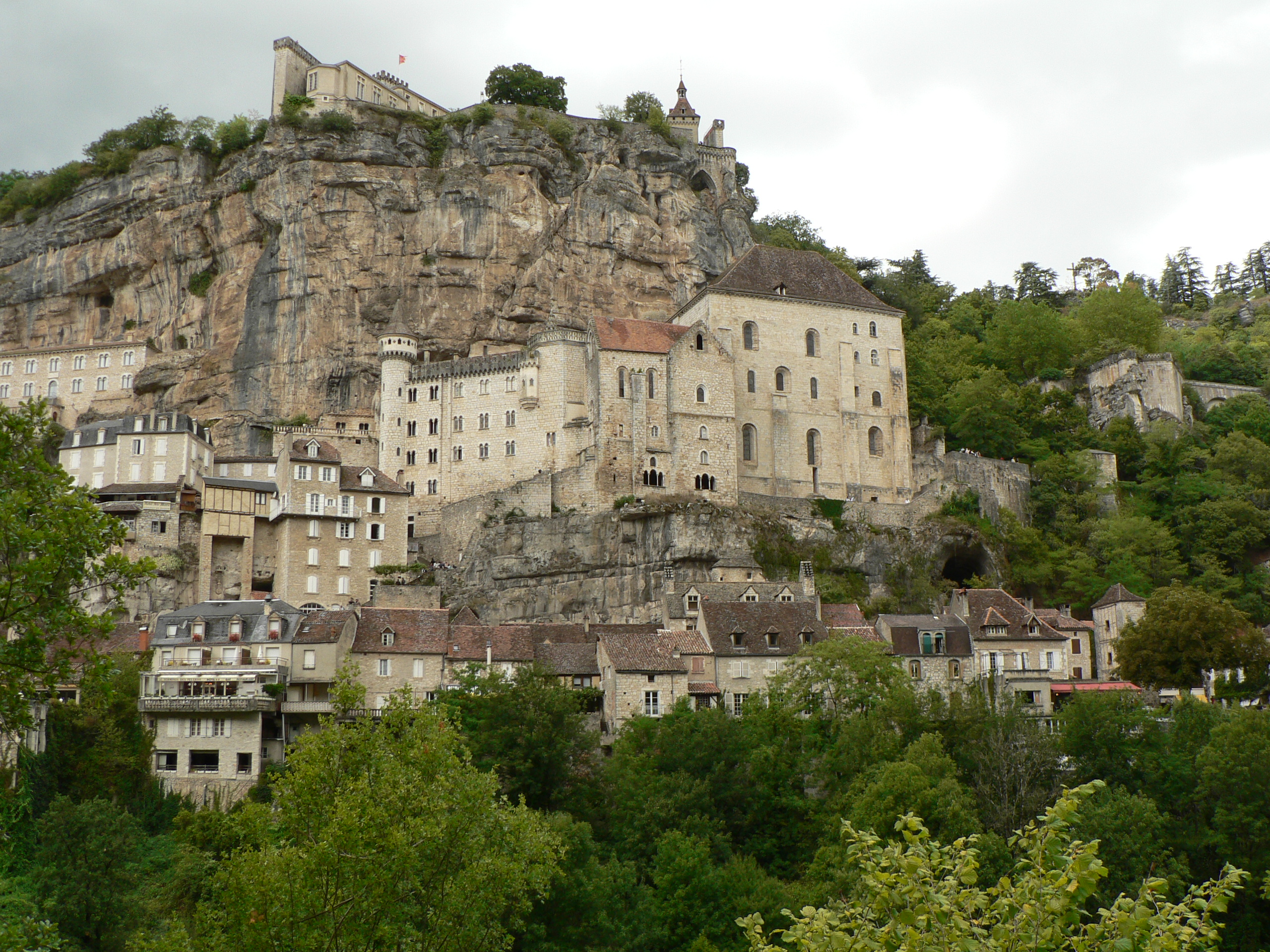
Santuario de Rocamadour (Francia)

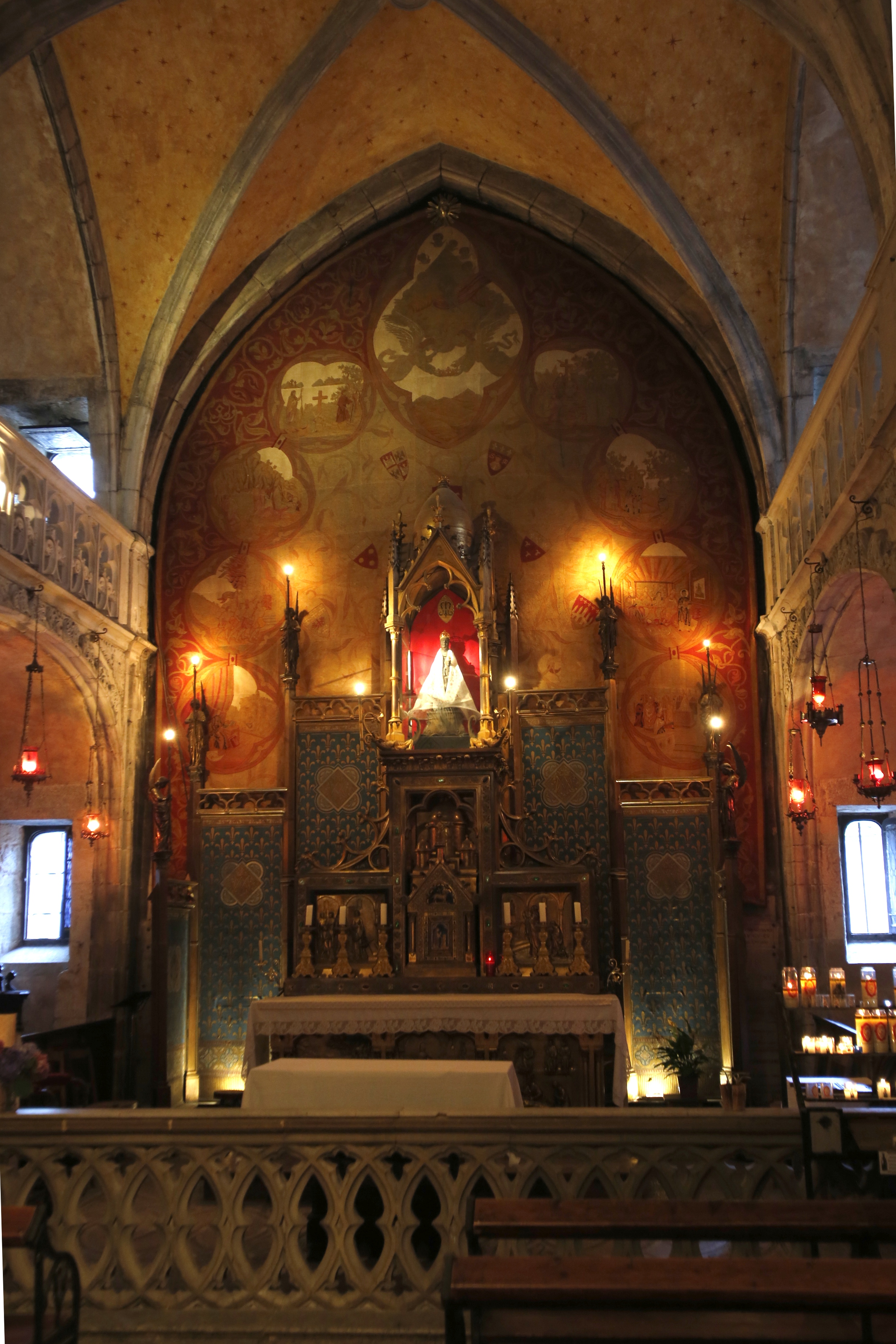
Capilla de Nuestra Señora en el Santuario de Rocamadour

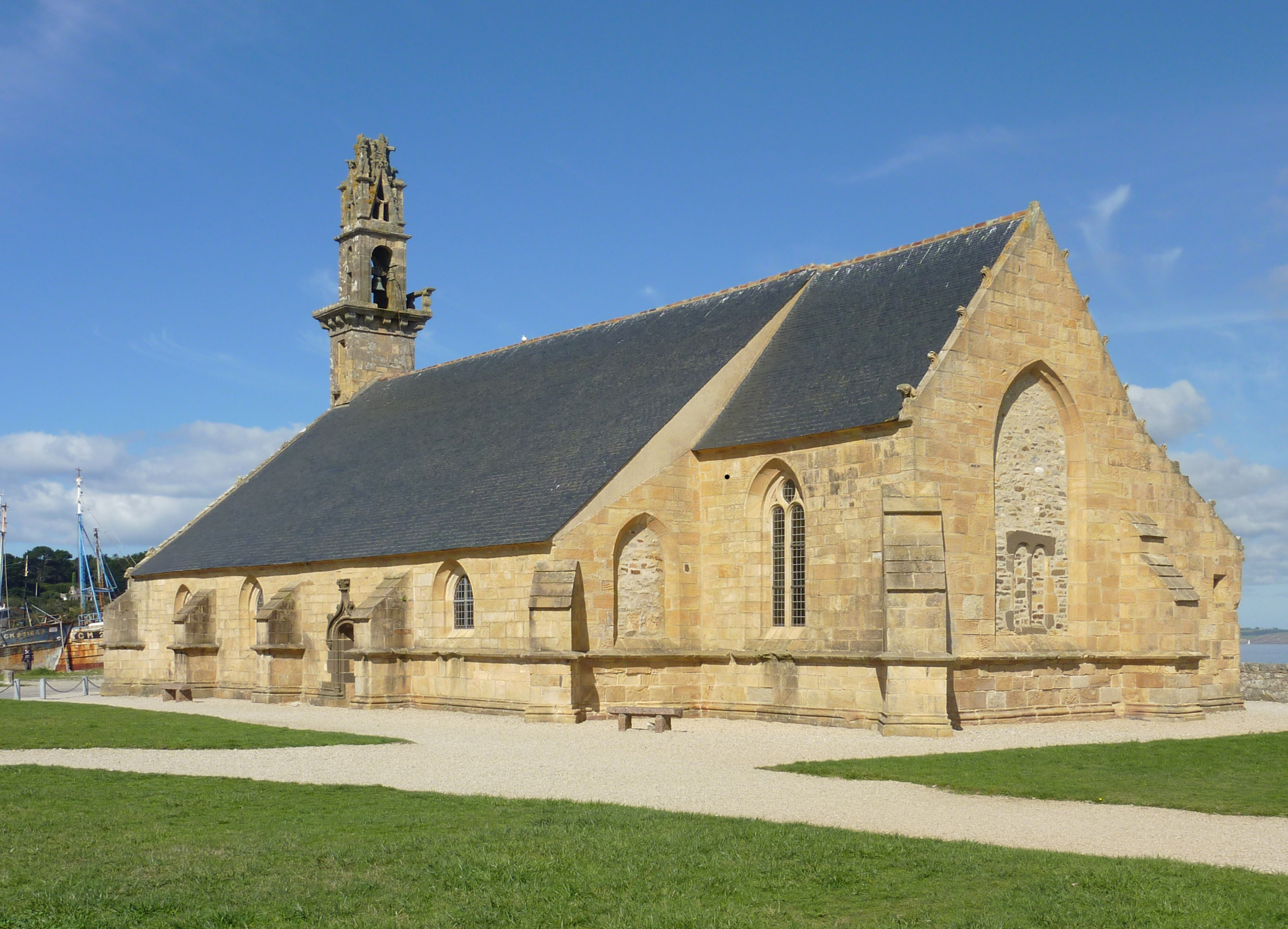
Capilla de Nuestra Señora de Rocamadour en Camaret-sur-Mer (Francia)

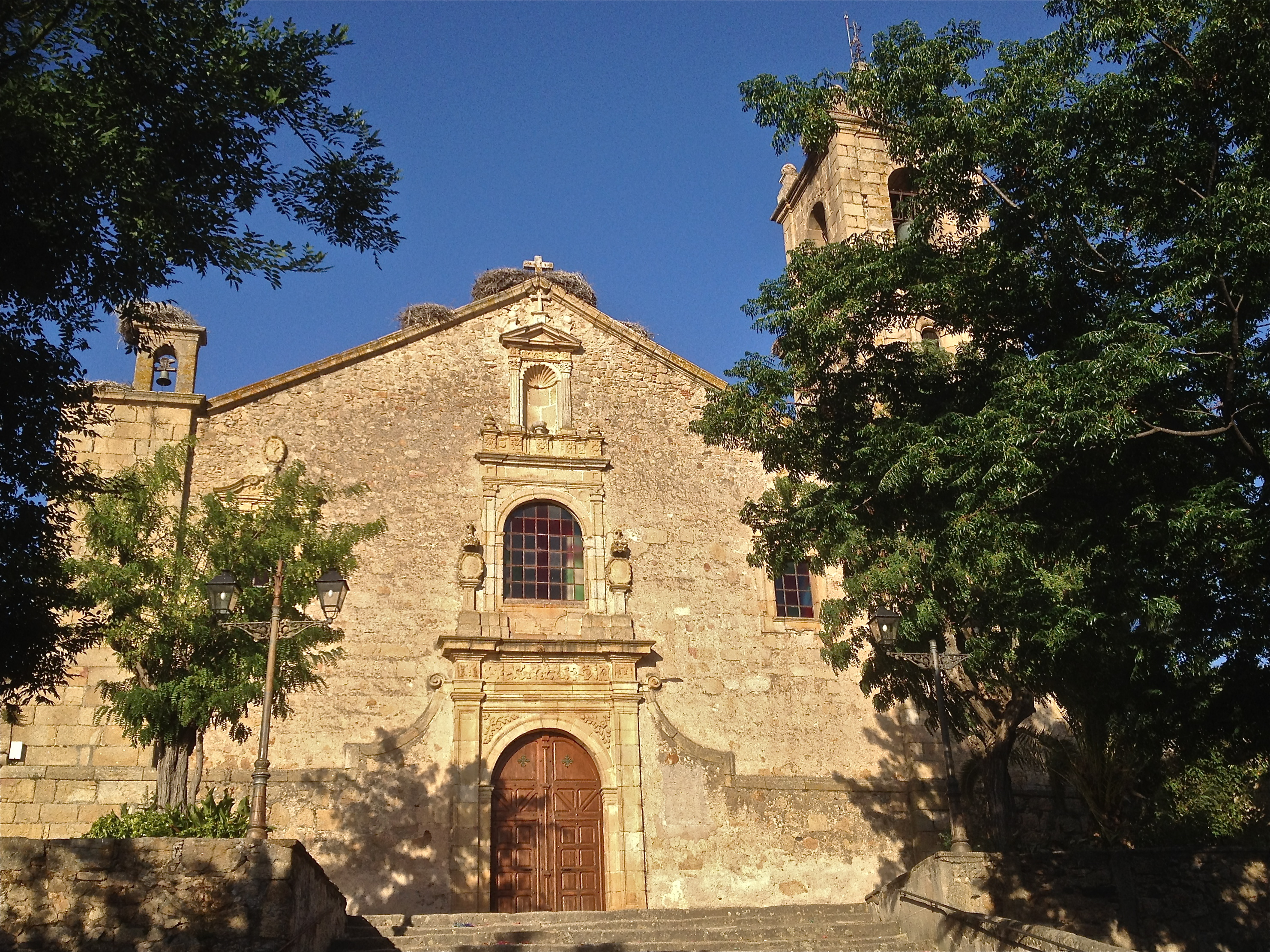
Iglesia de Nuestra Señora de Rocamador, Valencia de Alcántara (Cáceres)

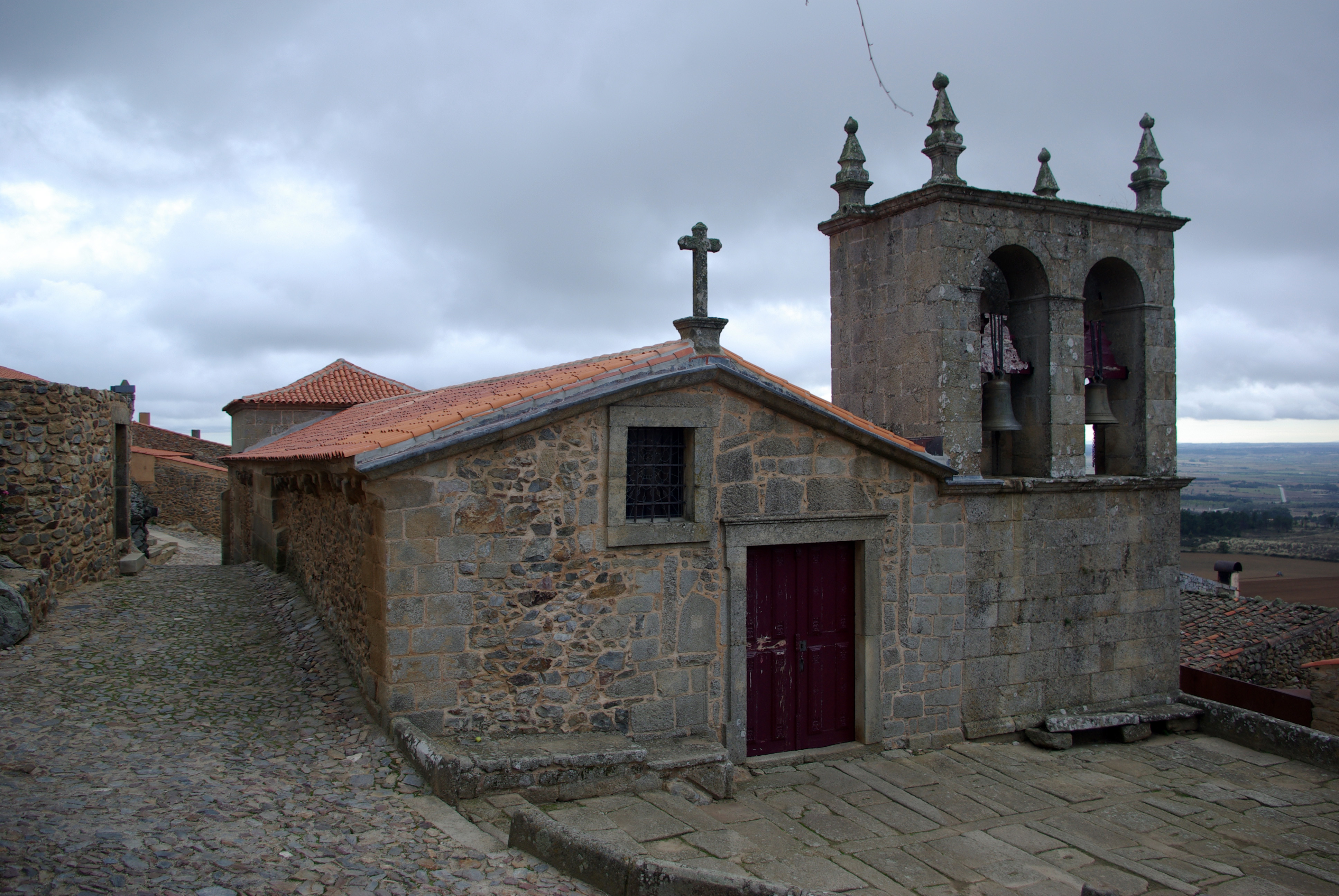
Iglesia de Nuestra Señora de Rocamador, Castelo Rodrigo (Guarda, Portugal).

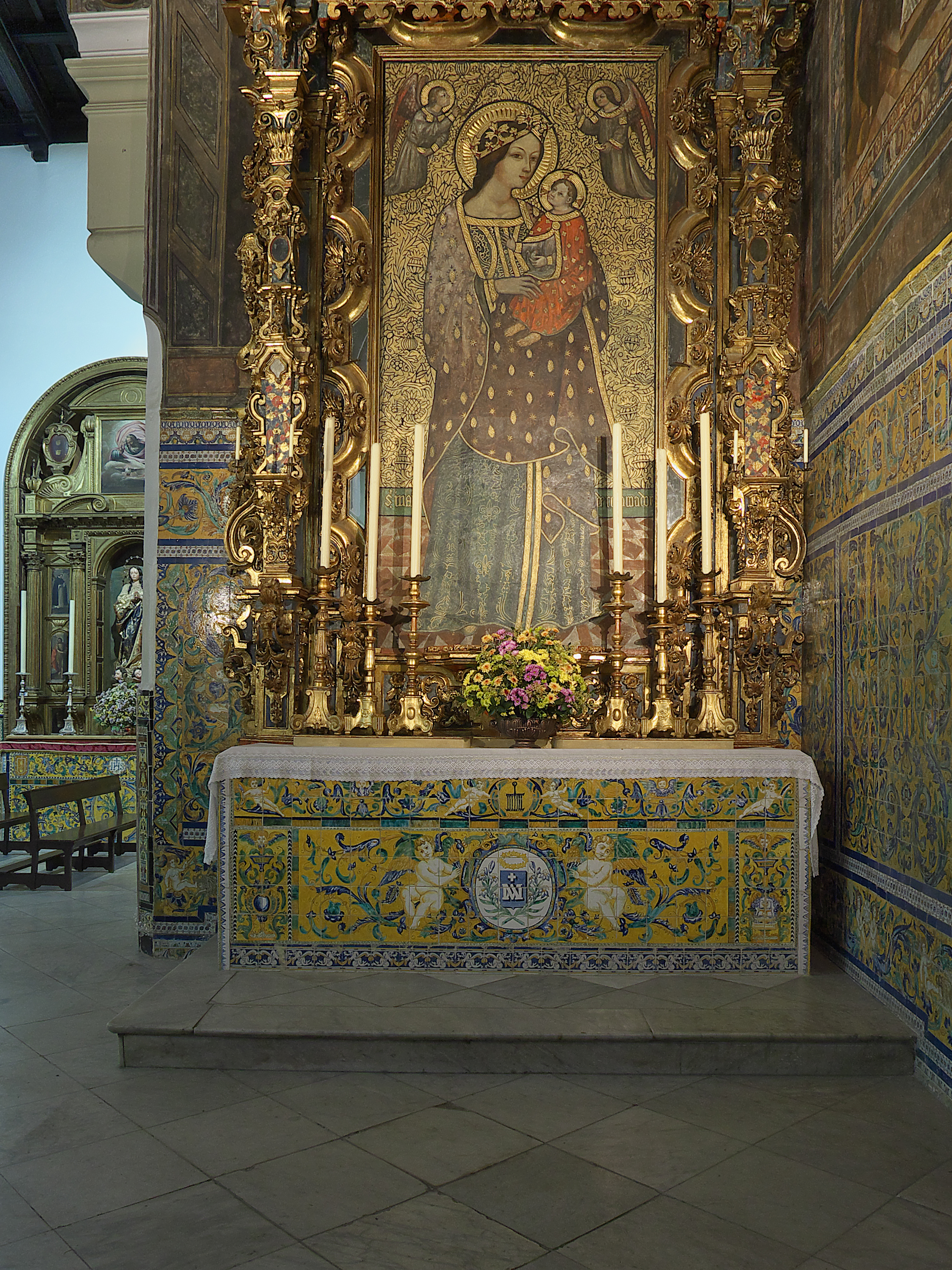
Nuestra Señora de Rocamador. Iglesia de San Lorenzo (Sevilla)

Nuestra Señora de Rocamadour o de Rocamador es una Virgen Negra de madera, con los ojos cerrados y sedente a modo de trono del Niño Jesús, sentado sobre la rodilla izquierda. Es una Virgen Maiestas Mariae, hierática y ausente. Tanto la madre como el hijo aparecen coronados.
Se encuentra en la capilla de Notre-Dame de Rocamadour (Francia), en el conjunto religioso formado por la basílica de San Salvador, la cripta de San Amador y varias capillas. 
La Virgen de Rocamadour es una advocación relacionada con el Camino de Santiago, lo que contribuyó a su devoción en España y Portugal. En la costa de Bretaña (Francia) es venerada como patrona de los marineros y pescadores. Es la titular de una parroquia en Quebec (Canadá).

## Lugares de culto

### Francia
- Santuario de Rocamadour, Rocamadour, departamento de Lot. Entre las festividades marianas del Santuario destaca la Asunción de la Virgen, a mediados de agosto.[2]
- Capilla de Nuestra Señora de Rocamadour, Camaret-sur-Mer, departamento de Finisterre, Bretaña.

### España
- Iglesia de Nuestra Señora de Rocamador, Estella (Navarra).[3]
- Iglesia de Nuestra Señora de Rocamador, Valencia de Alcántara (Cáceres).[4]
- Ermita de Nuestra Señora de Rocamador, Encinasola (Huelva). Está situada a dos kilómetros de la localidad.
- Capilla-Altar de Nuestra Señora de Rocamador, Parroquia de San Lorenzo, Sevilla. Pertenece a la Hermandad de la Soledad de San Lorenzo.

### Portugal
- Iglesia Parrochial de San Miguel de Soza (Aveiro, Portugal), antigua sede de los hospitalarios de Rocamador en Portugal.
- Iglesia de Nuestra Señora de Rocamador, Castelo Rodrigo (Portugal).

## Imágenes en capillas y retablos

### España
- Iglesia de Santa María la Real, Sangüesa (Navarra).[5]
- Iglesia de San Pedro y San Felices, Burgos (Castilla y León). Imagen en el altar mayor, expuesta en un trono de baldaquino[6][7] (procede de la iglesia de San Román, destruida durante la Guerra de la Independencia).[8]
- Iglesia de San Marco, Palencia (Castilla y León) . Procede de la desaparecida ermita de Nuestra Señora de Rocamador.[9]
- Iglesia de San Vicente de Vitiriz, parroquia de Vitiriz, Mellid (La Coruña).
- Iglesia Parroquial de La Asunción, Gargüera (Cáceres).
- Iglesia Parroquial de San Andrés, Almaraz (Cáceres). El 1 de mayo tiene lugar una romería para llevar la imagen temporalmente a la ermita de Nuestra Señora de Rocamador (construida en 1999 en el mismo lugar en que estaba la antigua).
- Iglesia Parroquial de Nuestra Señora de la Asunción Alcalá del Río, Sevilla: Retablo de 1550 realizado por Hernando de Esturmio.
- Iglesia de San Lorenzo, Sevilla (Andalucía). El retablo, situado a los pies del templo, está formado por un único cuerpo que enmarca la pintura mural de la Virgen.[10][11]

### Canadá
- Iglesia de San Fidel, parroquia de Nuestra Señora de Rocamadour, Quebec (provincia de Quebec, Canadá).[12]

## Otras imágenes
- En Lima (Perú), se conserva en una colección particular la tabla de La Virgen de Rocamador con San Telmo y San Cristóbal, del siglo XVI y autor anónimo.[13]

## Edificios relacionados desacralizados
- Monasterio de Rocamador, Almendral (Badajoz).[14][15][16] Fue construido en el siglo XVI y perteneció a los franciscanos. Por este convento pasó San Pedro de Alcántara. De propiedad privada, actualmente cumple funciones de hostelería y alojamiento.

## Edificios relacionados desaparecidos
- Ermita de Nuestra Señora de Rocamador, Palencia (Castilla y León).[17][18]
- Hospital de Nuestra Señora de Rocamador, fundado por la cofradía del mismo nombre y adscrito a la iglesia de San Román de Burgos (Castilla y León). La iglesia fue destruida al volar los franceses el castillo en 1812.[19][20]
- Hospital de Nuestra Señora de Rocamador, adscrito a la ermita de Rocamador de Salamanca (Castilla y León). Se cree que la Iglesia Vieja del Arrabal está relacionada con la ermita desaparecida.[21][22][23]

## Literatura
Nuestra Señora de Rocamador aparece nombrada en los Milagros de Nuestra Señora de Gonzalo de Berceo; también en las Cantigas de Santa María, de Alfonso X el Sabio.
La Virgen de Rocamadour también es mencionada en la obra de Michel Houellebecq, Sumisión. Su protagonista se acerca a la comprensión del fenómeno identitario que resurge en Francia, y que se canaliza en la obra a través del catolicismo en la literatura (Peguy, Huysmans) mediante la contemplación de la Virgen Negra.

## Música
El músico Francis Poulenc (1899-1963), afectado por la muerte de su amigo y compositor Pierre-Octave Ferroud, peregrinó a Rocamadour en 1936 y como homenaje compuso las Letanías a la Virgen Negra, opus 82.